# فهرست شهرستان‌های استان همدان
جمعیت استان همدان برپایهٔ سرشماری عمومی نفوس و مسکن سال ۱۳۹۵ خورشیدی بالغ بر ۱٬۷۵۸٬۲۶۸ نفر بوده‌است. جمعیت این استان به تفکیک شهرستان
| ردیف | نام شهرستان | مرکز      | جمعیت   |
| ---- | ----------- | --------- | ------- |
| ۱    | همدان       | همدان     | ۶۵۱٬۸۲۱ |
| ۲    | ملایر       | ملایر     | ۲۹۰۱۳۷  |
| ۳    | نهاوند      | نهاوند    | ۱۸۱٬۸۱۲ |
| ۴    | کبودراهنگ   | کبودراهنگ | ۱۴۳٬۸۷۸ |
| ۵    | بهار        | بهار      | ۱۲۲٬۲۵۴ |
| ۶    | رزن         | رزن       | ۱۱۷٬۱۶۸ |
| ۷    | تویسرکان    | تویسرکان  | ۱۰۵٬۲۵۸ |
| ۸    | اسدآباد     | اسدآباد   | ۱۰۳٬۴۱۶ |
| ۹    | فامنین      | فامنین    | ۴۲٬۴۸۵  |
| ۱۰   | درگزین      | درگزین    | ۳۶٬۹۹۹  |